# Sant’Arsenio
Sant’Arsenio ist eine italienische Gemeinde mit 2644 Einwohnern (Stand 31. Dezember 2023) in der Provinz Salerno in der Region Kampanien und Teil der Comunità Montana Vallo di Diano.

## Geografie
Der Ort liegt im östlichen Bereich der Berggruppe Monti Alburni. Die Nachbargemeinden sind Atena Lucana, Corleto Monforte, Polla, San Pietro al Tanagro, San Rufo und Teggiano.

## Söhne und Töchter
- Angelo Spinillo (* 1951), katholischer Geistlicher, Bischof von Aversa